# (2368) Beltrovata
(2368) Beltrovata (1977 RA) – planetoida z grupy Amora okrążająca Słońce w ciągu 3,05 lat w średniej odległości 2,1 au. Odkryta 4 września 1977 roku.